# Вопша (деревня)
Во́пша (фин. Vopsi) — деревня в Гатчинском муниципальном округе Ленинградской области.

## История
В 1709 году Вопша упоминается в «Записках Юста Юля датского посланника при Петре Великом (1709—1711)»:

17-го. В 10 часов утра прибыл в Вопшу (?Wotser), в 60 верстах от Петербурга. Все дома, попадавшиеся мне на пути, построены из брёвен, как в Норвегии; вместо окон в них пробиты лишь небольшие четырехугольные отверстия, (снабженные) наружными ставнями.

Деревня являлась вотчиной императрицы Марии Фёдоровны из которой в 1806—1807 годах были выставлены ратники Императорского батальона милиции.
Деревни Малая Вопша из 8 и Большая Вопша из 42 дворов обозначены на «Топографической карте окрестностей Санкт-Петербурга» Ф. Ф. Шуберта 1831 года.

ВОПШИ — деревня принадлежит ведомству Гатчинского городового правления, число жителей по ревизии: 100 м. п., 110 ж. п. (1838 год)

Согласно карте Ф. Ф. Шуберта в 1844 году деревня Большая Вопша насчитывала 42 крестьянских двора.
На этнографической карте Санкт-Петербургской губернии П. И. Кёппена 1849 года обозначены деревни «Kl. Wopsi» и «Gr. Wopsi», расположенные в ареале расселения савакотов.
В пояснительном тексте к этнографической карте они записаны, как:
- Wopsi (Вопши), количество жителей на 1848 год: эурямёйсет — 17 м. п., 26 ж. п., савакотов — 103 м. п., 191 ж. п., всего 234 человека
- Klein Wopsi (Pien-Wopsi, Малая Вопша),  количество жителей на 1848 год: савакотов — 9 м. п., 24 ж. п., всего 33 человека[9]

ВОПШИ — деревня  Гатчинского дворцового правления, по просёлочной дороге, число дворов — 40, число душ — 88 м. п. (1856 год)

Согласно «Топографической карте частей Санкт-Петербургской и Выборгской губерний» в 1860 году деревня Большая Вопша состояла из 37 дворов, Малая Вопша — из 2.

ВОПША — деревня удельная при колодце, число дворов — 36, число жителей: 115 м. п., 149 ж. п. (1862 год)

В 1868—1872 годах временнообязанные крестьяне деревни выкупили свои земельные наделы у Е. И. Доморуковой и стали собственниками земли.
Согласно карте 1879 года деревня Большая Вопша состояла из 40 крестьянских дворов, а Малая Вопша из 2.

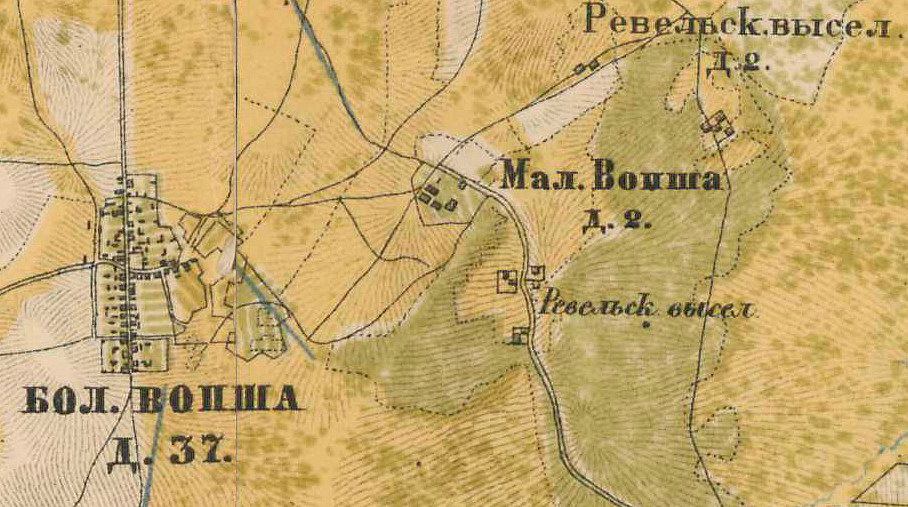
План деревни Вопша. 1885 год

В 1885 году деревня Большая Вопша насчитывала 37 дворов, Малая Вопша — 2.
В конце XIX — начале XX века деревня административно относилась к Гатчинской волости 2-го стана Царскосельского уезда Санкт-Петербургской губернии. Население деревни было однородным — финским.
В 1908 году в деревне открылась школа. Учителями в ней работали И. Мусикка и А. Тюнни.
К 1913 году количество дворов в Большой Вопше увеличилось до 53, в Малой до 3.
С 1917 по 1922 год деревни входили в состав Вопшинского сельсовета Гатчинской волости Детскосельского уезда.
С 1922 года в составе Черницкого сельсовета.
С 1923 года в составе Эстонского сельсовета.
С 1924 года в составе Колпинского сельсовета.
С 1926 года в составе Лядинского сельсовета. Согласно данным переписи населения СССР 1926 года в деревне Большая Вопша Лядинского сельсовета Троцкой волости Троцкого уезда проживали 406 человек, финны и эстонцы, в деревне Малая Вопша — 56.
С 1928 года в составе Черницкого финского национального сельсовета. В 1928 году население деревни Большая Вопша также составляло 406 человек.
По данным 1933 года деревни Большая Вопша и Малая Вопша входили в состав Черницкого финского национального сельсовета Красногвардейского района.
С 1939 года в составе Воскресенского сельсовета.
C 1 августа 1941 года по 31 января 1944 года деревни находились в оккупации.
В 1958 году население деревни составляло 491 человек.
По данным 1966 года деревня Вопша входила в состав Никольского сельсовета.
По данным 1973 и 1990 годов деревня Вопша входила в состав Большеколпанского сельсовета.
В 1997 году в деревне проживали 176 человек, в 2002 году — 266 человек (русские — 83%), в 2007 году — 197.
В настоящее время осталась одна Вопша — бывшая «Большая».

## География
Деревня расположена в северо-западной части района близ автодороги Р23 «Псков» (E 95, Санкт-Петербург — граница с Беларусью).
Расстояние до административного центра поселения, деревни Большие Колпаны — 4 км.
Расстояние до ближайшей железнодорожной станции Гатчина-Балтийская — 7 км.

## Демография
| 1862 | 2007 | 2010 | 2011 | 2012 | 2017 |
| ---- | ---- | ---- | ---- | ---- | ---- |
| 264  | ↘197 | ↗207 | ↘156 | →156 | ↘153 |

### Национальный состав
Согласно данным Всероссийской переписи населения 2021 года в деревне проживали 230 человек, из них:
 русские — 202, таджики — 6, финны — 5, армяне — 3, татары — 3, карелы — 2, чуваши — 1, эстонцы — 1, другие национальности — 6 человек, остальные национальность не указали.

## Улицы
Восточный переулок, Западный переулок, Луговая, Новая, Новосёлов, Осенняя, Просёлочная.